# Leones de la plaza de Castilla

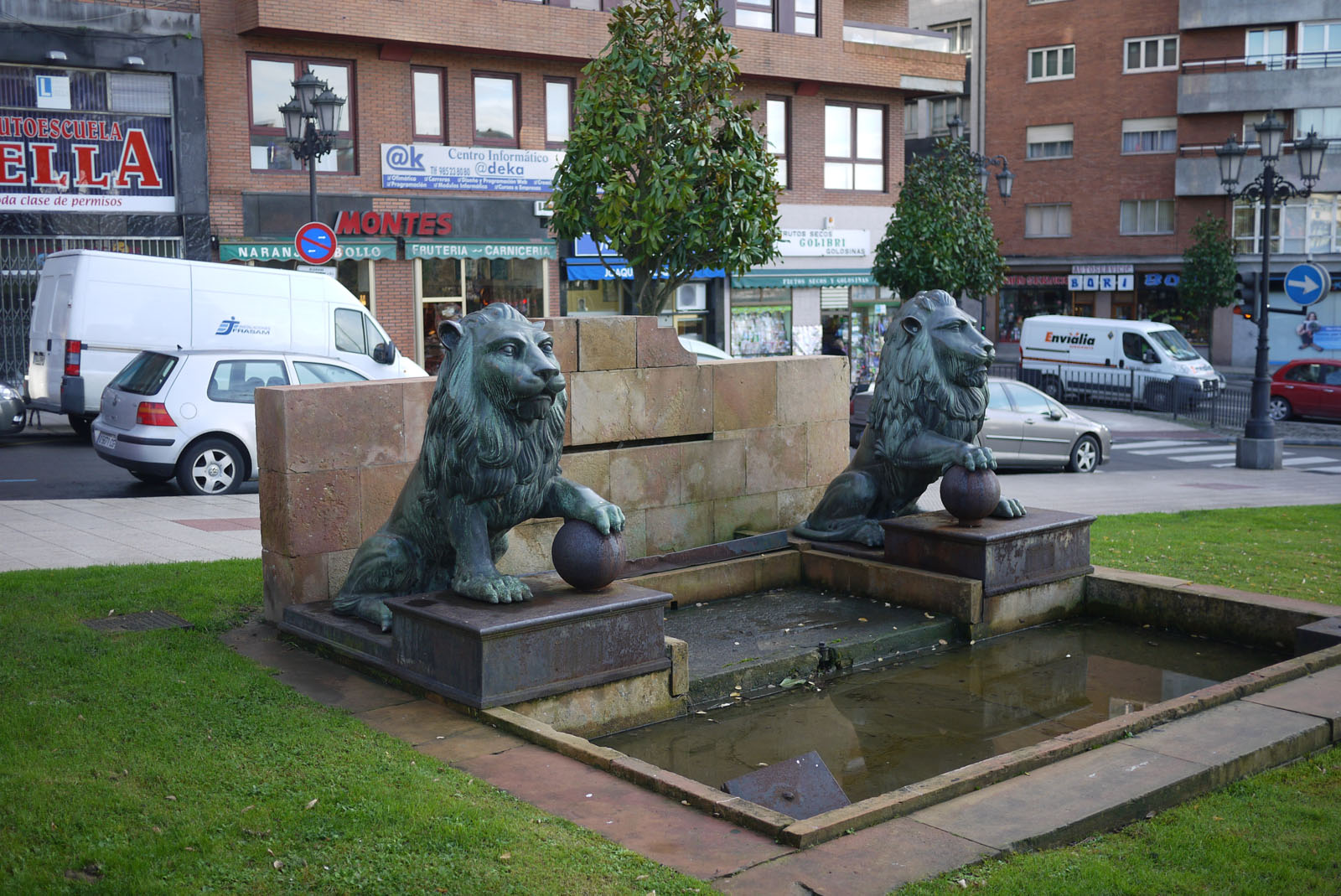
Leones de la plaza de Castilla.

La escultura urbana conocida como los Leones de la plaza de Castilla, ubicada en detrás de la calle Pérez de la Sala, en la ciudad de Oviedo, Principado de Asturias, España, es una de las más de un centenar que adornan las calles de la mencionada ciudad española.
El paisaje urbano de esta ciudad se ve adornado por obras escultóricas, generalmente monumentos conmemorativos dedicados a personajes de especial relevancia en un primer momento, y más puramente artísticas desde finales del siglo XX.
La escultura, hecha en bronce, es obra de Florencio Muñiz Uribe, y está datada  su ubicación actual en 1971. Estaba anteriormente ubicada en la entrada a la autopista de Castilla, pero el Ministerio del Ejército cedió, en 1970, al Ayuntamiento de Oviedo, quien lo reubicó en la plaza de Castilla en 1971.
El grupo escultórico lo forman dos leones de bronce, a los que les han sido arrancadas las bolas sobre las que apoyaban el pie y las inscripción, en medio de los cuales aparece esculpico en piedra un escudo de Oviedo.
En el año 2013, Foro  Asturias solicitó al Ayuntamiento de Oviedo, la ubicación de una placa de reconocimiento a la «labor altruista» del “Club de los Leones” en la plaza de Castilla, haciendo uso de este grupo escultórico, cuya simbología (dos leones en una zona ajardinada), poseía una cierta relación con el nombre del Club. La petición del grupo municipal se argumentaba en la consideración de que el Club de los Leones «es una organización mundial de carácter altruista al servicio de todo tipos de oenegés y organismos de beneficencia». En la ciudad de Oviedo este club lleva varios años, pocos años después del comienzo del siglo siglo XXI, realizando labores filantrópicas y de ayuda a los demás, entre otros, a la Cocina Económica.